# Clubiona citricolor
Clubiona citricolor este o specie de păianjeni din genul Clubiona, familia Clubionidae, descrisă de Lawrence în anul 1952. Conform Catalogue of Life specia Clubiona citricolor nu are subspecii cunoscute.